# دوري السوبر الدنماركي 2017–18
دوري السوبر الدنماركي 2017–18 (بالدنماركية: Superligaen 2017-18)‏ هو الموسم 105 من  دوري السوبر الدنماركي. أقيم خلال الفترة 16 يوليو 2017 وحتى 27 مايو 2018، وكان عدد الأندية المشاركة فيه  14، وفاز فيه نادي ميتييلاند.